# Сулонга (приток Сямжены)
Сулонга — река в России, протекает в Сокольском районе Вологодской области. Устье реки находится в 97 км по левому берегу реки Сямжена. Длина реки составляет 14 км.
Исток Сулонги расположен на северных склонах Харовской гряды около нежилой деревни Боярское в 11 км к северо-западу от села Биряково. Всё течение реки проходит по ненаселённому, местами заболоченному лесному массиву, генеральное направление течения — сначала северо-восток, затем — север, русло — извилистое.

## Данные водного реестра
По данным государственного водного реестра России относится к Двинско-Печорскому бассейновому округу, водохозяйственный участок реки — озеро Кубенское и реки Сухона от истока до Кубенского гидроузла, речной подбассейн реки — Сухона. Речной бассейн реки — Северная Двина.
По данным геоинформационной системы водохозяйственного районирования территории РФ, подготовленной Федеральным агентством водных ресурсов:
- Код водного объекта в государственном водном реестре — 03020100112103000005702
- Код по гидрологической изученности (ГИ) — 103000570
- Код бассейна — 03.02.01.001
- Номер тома по ГИ — 03
- Выпуск по ГИ — 0